# 9 Batalion Strzelców Flandryjskich
9 Batalion Strzelców Flandryjskich (ang. 9th Polish Flanders Rifle Battalion) – pododdział piechoty Polskich Sił Zbrojnych.

Sztandar batalionu

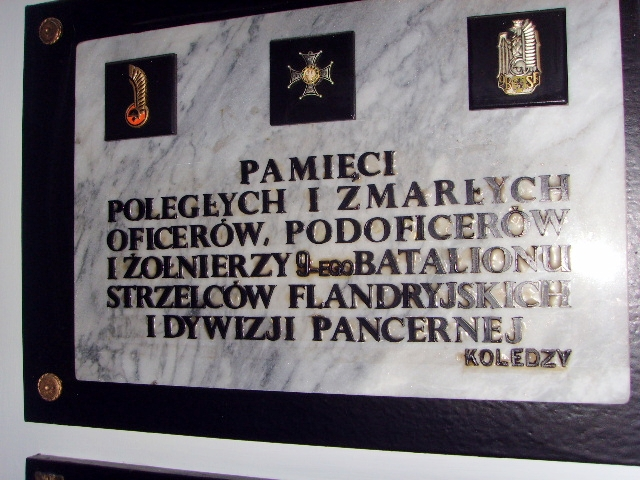
Tablica w kościele garnizonowym w Londynie

Barwy flandryjskie (czarny flandryjski lew znalazł się w odznace batalionu)

## Formowanie i zmiany organizacyjne
Batalion rozpoczęto formować w dniu 5 listopada 1943 roku na bazie żołnierzy 2 i 3 batalionów strzelców 1 Dywizji Grenadierów i kilku oficerów 1 batalionu strzelców podhalańskich oraz żołnierzy z 14 pułku kawalerii pancernej, szwadronu sztabowego 1 DPanc. kompanii przeciwpancernej 1 DGren. 3 szwadronu żandarmerii i wpływających uzupełnień z K.U. nr 1. Wszedł w skład formowanej od 5 listopada 1943 roku 3 Brygady Strzelców z 1 Dywizji Pancernej gen. Stanisława Maczka.
Swoje święto obchodził batalion 19 kwietnia, w rocznicę sześciodniowego boju nad kanałem Kiisten w 1945.
Za kampanię 1944–1945 we Francji, Belgii, Holandii i Niemczech batalion został odznaczony Srebrnym Krzyżem Orderu Virtuti Militari (nr 13312) oraz belgijskim Krzyżem Wojennym (Croix de Guerre) z palmą

## Działania bojowe batalionu
9 batalion strzelców został przetransportowany z Wielkiej Brytanii do Francji w pierwszych dniach sierpnia 1944 roku. Statek przewożący batalion ppłk. dr Zdzisława Szydłowskiego zakotwiczył przy wybrzeżu Francji 1 sierpnia o 17:.00. 1 kompania strzelców płynęła transportem z 24 pułkiem ułanów. Pododdziały zaczęły schodzić na wybrzeże 2 sierpnia o 16:00. Stratami zakończył się poranny wyładunek sprzętu następnego dnia. Jedna z fal zmyła z barki transporter opancerzony Carrier i armatę przeciwpancerną. 3 sierpnia o 15:00 dowódca batalionu zameldował gotowości oddziału do dalszych działań. 

### Bitwa w Normandii
Batalion ześrodkował się w Magny-en-Bessin. 7 i 8 sierpnia 1944 wykonał marsz w kierunku frontu w ugrupowaniu 3 Brygady Strzelców osiągnął miejscowości Verrieres. 8 sierpnia wieczorem był w gotowości do wykonania nocnego natarcia na wskazane przedmioty terenowe. O świcie 9 sierpnia zajął podstawy wyjściowe na skraju lasu na południe Saint-Aignan-de Cramesnil w pobliżu stanowisk 8 batalionu strzelców. Następnie w godzinach południowych zajął miejscowość Cauvicourt, w której prowadził walki w obronie zdobytych pozycji, wsparty IV dywizjonem 1 pułku artylerii ppanc. 10 sierpnia 9 batalion strzelców podporządkowano 10 BKPanc. Objął stanowiska obronne, obok 10 pułku dragonów broniącego się w Estrees-la-Campagne, obydwie jednostki wspierał IV/1 pappanc. O godz. 20.00 9 batalion strzelców ze wsparciem ogniowym 10 psk i pułków artylerii dywizyjnej przeprowadził natarcie na Soignolles-wzg. 111, które opanował i wspólnie z IV dywizjonem zajął na nim obronę. W dniu 11 sierpnia batalion odparł kilka kontrataków nieprzyjaciela na swoje pozycje, utrzymując je. Nocą 11/12 sierpnia 1944 roku batalion został zluzowany przez kanadyjską 9 BP z 3 DP i odszedł na wypoczynek. Straty batalionu to: 19 poległych 208 rannych i 16 zaginionych. Po niepowodzeniu natarcia 3 BS w godzinach popołudniowych w dniu 14 sierpnia, został wprowadzony do I rzutu odwodowy 9 bs wzmocniony 2 szwadronem 24 puł. W ślad za patrolem bsp w godzinach nocnych do nie bronionej miejscowości Fontanine-le Pin wkroczył 9 bs. 15 sierpnia w godzinach porannych 9 baon opanował wzg. 206 biorąc do niewoli 25 jeńców. Wysunięte plutony rozpoznawcze 9 bs i 24 puł. zdobyły miejscowość Ussy. Nocą 15/16 sierpnia 9 bs przejął przyczółek na rzece Dives w rejonie miejscowości Jort od 10 psk. Na przyczółku pozostał w obronie do dnia 17 sierpnia. Od godzin porannych 17 sierpnia strzelcy 9 batalionu oczyszczali z niedobitków wroga las Bois-le-Courcy i rejon wzg. 120. W godzinach wieczornych 9 baon osiągnął wzg. 159 dołączając do 1 pułku pancernego. 18 sierpnia większością sił batalion zajął wzg. 259 w miejsce przesuniętego batalionu podhalańskiego. 19 sierpnia batalion zluzował część bspodh. na wzg. 258. 19 sierpnia w godzinach wieczornych 9 bs wraz z IV dywizjonem 1 pappanc. przemieścił się w walce na wzg. 262. W okresie od 19 do 22 sierpnia batalion prowadził obronę w ciężkich warunkach w całkowitym okrążeniu i pod ciągłym ostrzałem odpierając kilka niemieckich natarć. 21 sierpnia w godzinach wieczornych do stanowisk obrony na wzg. 262 (Maczuga), w tym 9 batalionu strzelców dotarły oddziały kanadyjskiej 4 DPanc. transportując zaopatrzenie i umożliwiając nawiązanie łączności z zapleczem, ewakuację rannych i jeńców. Na południową cześć wzg. 262 (Maczuga) został przesunięty 9 bs o godz. 17.50 wzmacniając obronę okrężną 1 pułku pancernego i 24 pułku ułanów oraz I dywizjonu samobieżnego 1 pappanc. tworzących zgrupowanie 10 BKPanc. 23 sierpnia batalion odchodzi na odpoczynek na zaplecze frontu.

### Pościg we Francji i Belgii
Od dnia 29 sierpnia 1944 roku od godzin wieczornych batalion podjął marsz i pościg w ramach 3 BS. 3 września w godzinach przedpołudniowych batalion przekroczył Sommę, przez przeprawę i pozycje 8 batalionu strzelców, a następnie obchodząc Abbeville od południowego wschodu. Przeprowadził szturm na miasto, zdobywając je wspólnie z batalionem podhalańskim w godzinach południowych. 6 września prowadzące natarcie czołowe pułki pancerne: 10 psk, 2 pancerny i 1 pancerny dotarły do przedmieść Ypres, z powodu silnej obrony ppanc do natarcia na miasto został wprowadzony 9 bs. Z uwagi na nieustępliwą obronę do natarcia na Ypres weszła cała 3 BS. Walki o miasto trwały całą noc o świcie 7 września batalion zajął rynek, miasto zostało oczyszczone z wojsk niemieckich. Po południu tego dnia batalion kontynuował pościg i jako czołowy batalion 3 BS, zdobył w ciężkiej walce miasto Roulers, przy wsparciu bsp, które oczyszczono o świcie 8 września. 11 września batalion osiągnął w ramach macierzystej 3 BS Gandawę, luzując oddziały brytyjskiej 7 DPanc. 12 i 13 września 9 bs w walkach opanował północną część Gandawy wypierając wroga w kierunku rzeki Lieve.

### Walki na pograniczu belgijsko-holenderskim
Od 16 września 1944 roku 9 bs w ramach 3 BS prowadził natarcie w kierunku Axel wspierany przez 3 szwadron 10 psk,  IV dywizjon 1 pappanc. oraz przy wsparciu artyleryjskim 2 pamot. Natarcie zostało zatrzymane na skutek silnej obrony nieprzyjaciela i licznych przeszkód wodnych, w tym zalewów. W dniu 17 i 18 września prowadzono walki obronne na zajętych przedmieściach i podejściach do Axel. 19 września batalion podzielony na trzy grupy szturmowe uderzył na Axel, współdziałał w walce z 8 bs. Następnie 9 batalion z 10 psk podjął dalsze natarcie w kierunku północnym na Terneuzen. Od świtu 20 września oddział wydzielony batalionu nacierał w kierunku portu Terneuzen i opanował go w południe. W godzinach południowych całością sił 9 bs dotarł do Skaldy. Batalion w tych walkach wsparty był przez 1 pappanc. (bez dwóch dywizjonów) wieczorem zajął Henstdijk. Dwa oddziały wydzielone 9 batalionu: OW „K” mjr. Stępnia tj. 4 kompania z 1 szwadronem 1 ppanc. uderzyły na Sluiskil opanowując dużą fabrykę i wypierając z niej wroga. OW „Ł” kpt. Łabno tj. 3 kompania, część kompanii wsparcia batalionu i 2 szwadron 10 psk oczyszczały i osłaniały rejon portu Terneuzen. Od 21 do 27 września batalion na opanowanym w walkach terenie prowadził działania oczyszczające i wypoczywał. 29 września 1944 roku 9 bs wsparty szwadronem ułanów 24 pułku prowadził natarcie w I rzucie 3 BS w kierunku Merxplas. W ciężkich walkach opanował południowy skraj fabryki Dépôt de Mendicite. Nazajutrz 30 września wczesnym porankiem 9 batalion ze wsparciem szwadronów ułanów prowadził dalsze natarcie. W godzinach południowych zdobył w walce Merxplas. W godzinach popołudniowych strzelcy zajęli przeprawy opanowane przez 10 psk w kierunku na Zondereigen i Barrle Nassau.  1 i 2 października batalion prowadził działania obronne zabezpieczając natarcie pozostałych sił brygady. 3 października został wprowadzony do natarcia 9 bs zdobywając wspólnie z 8 bs i czołgami 1 pułku pancernego w godzinach wieczornych i nocnych Baarle Nassau. 4 października w godzinach wieczornych 9 batalion wspólnie z 1 pułkiem pancernym zdobył las na północ od opanowanego Baarle Nassau. Batalion odpierał niemieckie kontrataki. 5 października od godz. 11, 9 bs w zgrupowaniu 10 BKPanc. rozpoczął natarcie w kierunku Alphen. O godzinie 19 po ciężkiej walce wspólnie z 2 pułkiem pancernym miasto zdobył. Następnie od 6 do 26 października wraz z całą dywizją batalion przeszedł do obrony zajętego terenu. 27 października 1944 r. 9 bs wspólnie z dywizjonem przeciwpancernym 1 pappanc. w ugrupowaniu 3 BS o godz. 10. 30 rozpoczął natarcie na kompleks leśny Hetzand. W godzinach nocnych 27/28 października batalion oczyścił z broniących się oddziałów wroga lesiste wzgórza Alphense Bergen. 28 października 9 batalion prowadził natarcie w kierunku Bredy w ramach 3 BS. Wieczorem i nocą 28/29 października stoczył ciężki bój o Ginneken przedmieście Bredy. Rano 29 października 9 batalion strzelców ze współdziałającym 1 szwadronem pancernym 2 pułku wspierał pozostałe bataliony 3 BS szturmując centrum Bredy. W dniu 3 listopada o godz. 8.30 na odcinku 10 BKPanc. 9 batalion z I dywizjonem samobieżnym 1 pappanc. i dwoma plutonami saperów sforsował kanał Mark na wysokości miejscowości Den Hout i lasu Vraggelse Heide siłami jednej kompanii. Silny ogień artylerii niemieckiej na przeprawę spowodował zniszczenie członu przeprawowego. Wsparcie lotnictwa taktycznego zniszczyło stanowiska ogniowe wroga. O godz. 12.00 na przyczółek przeprawiły się pozostałe kompanie, a saperzy wybudowali most Bayle'a klasy 40. 9 batalion zdobył osadę Vrachelen. 4 listopada 9 bs wspólnie z 24 pułkiem ułanów (bez 1 i 2 szwadronów) prowadził natarcie i opanował Terheijden. W godzinach popołudniowych grupa bojowa "Szydłowski" tj. 9 bs, 24 puł (bez dwóch szwadronów) i I/1pappanc. opanowała Wagenberg. 5 listopada 9 batalion wzmocniony bateriami ciągnioną i samobieżną 1 pappanc., plutonem ciężkich moździerzy 1 szwadronu ckm oraz brytyjskim plutonem czołgów "Crocodile" został wprowadzony do I rzutu 3 BS. O godz. 10.00 po przygotowaniu artyleryjskim, przystąpił do natarcia. Zdobył w walce stację kolejową Zwaluwe oraz miejscowość Binnen Moerdijk. Dalszy ruch był utrudniony przez liczne zalewy, przeszkody terenowe i zaminowania dróg i przydroży. Poprzedzony nawałą ogniową batalion usiłował zdobyć ufortyfikowane przedmoście Moerdijk, lecz w ogniu obrony natarcie nie powiodło się. Z uwagi na warunki terenowe i zatopienie polderów przez Niemców natarcie zostało zatrzymane na dzień 7 listopada oraz noc 7/8 listopada. Toczono walki patroli i rozpoznawano teren. 8 listopada batalion poruszając się za czołgami 24 puł. jedną kompanią wsparł natarcie ułanów na Moerdijk. W godzinach wieczornych i nocnych batalion wziął udział w trwającym boju o zdobycie miasta. Ostatecznie 9 listopada rano miasto zostało zdobyte i oczyszczone z wroga.    

### Obrona i dozorowanie odcinka frontu nad Mozą
Od 9 listopada do 19 grudnia 1944 r. 9 batalion strzelców rotacyjnie dozorował odcinek Mozy. Żołnierze batalionu wypoczywali, przebywali na urlopach, szkoleniach, pozostali pobierali nowy sprzęt i wyposażenie oraz naprawiali niesprawny. Przybywały uzupełnienia żołnierzy, ponadto grupy kombatantów batalionu uczestniczyły w uroczystościach otrzymując odznaczenia i awanse. Z uwagi na poszerzenie odcinka obrony od dnia 21 grudnia 1944 r. w pasie działania dywizji znalazł się niemiecki przyczółek na wyspie Kapelsche Veer. W dniu 31 grudnia 1945 roku dwie kompanie strzeleckie wzmocnione pionierami, moździerzami przeprowadziły natarcie na wyspę Kapelsche Veer rozpoznanie bojem nie przyniosło sukcesu. W dniu 7 stycznia 1945 roku ponowną likwidację przyczółka usiłował przeprowadzić cały 9 batalion przy wsparciu artylerii dywizyjnej i korpusu. Dwukrotne natarcia przeprowadzone przed światem i o godz. 18 .00 zakończyły się fiaskiem. Zacięte walki w obu natarciach nie przyniosły powodzenia, straty batalionu to: 45 poległych, ok. 120 rannych i 30 zaginionych żołnierzy. Dalsze działania obronne i dozorowe na placówkach nad Mozą oraz szkoleniowe batalion prowadził do 7 kwietnia 1945 roku.    

### Walki we wschodniej Holandii i w Niemczech
W dniach 7-9 kwietnia 1945 roku 9 batalion strzelców wykonał marsz z okolic Bredy w kierunku frontu. Po osiągnięciu 9 kwietnia rejonu Goor został zadysponowany do wsparcia 10 BKPanc. Jedna z kompanii strzeleckich batalionu 12 kwietnia od strony sąsiedniej kanadyjskiej 4 DPanc. opanowała przedmoście na rzece Ems w rejonie Haren, umożliwiając 10 kompanii saperów budowę mostu. 14 kwietnia o godz. 16.30 9 bs wsparty ogniem z miejsca 3 szwadronu 24 puł i współdziałając z 10 kompanią saperów na łodziach szturmowych podjął nieudaną próbę sforsowania Küsten Kanal. Ponowione w nocy o 2.30 i rano o 7.30 próby forsowania załamały się ze stratami dla batalionu, następne dni pozostawał w obronie nad kanałem. O godz. 10.30 po uderzeniu lotnictwa taktycznego i silnym przygotowaniu artyleryjskim, na łodziach szturmowych obsługiwanych przez 10 kompanię saperów, batalion sforsował kanał i uchwycił przyczółek przy wsparciu bezpośrednim z miejsca wydzielonych 1 szwadronów czołgów z 1 ppanc. i 24 puł. zza kanału. Następnie przyczółek został poszerzony przy wsparciu bezpośrednim przeprawionego przez kanał 3 szwadronu 24 puł. 21 kwietnia 9 bs został podzielony na dwie części, dwie kompanie weszły w skład grupy bojowej ppłk. Dowbora, pozostała część kontynuowała walki w składzie grupy bojowej ppłk. Stefanowicza. Batalion działając w składzie tych dwóch grup oczyścił obszar na północ i północny wschód od Pappenburga i osiągnął rubież Kolinghorst, Ihrhove. W dniach 23-24 kwietnia batalion prowadził działania oczyszczające w widłach rzeki Ems i Leda. Od 30 kwietnia batalion ponownie działał w składzie 10 BKPanc. podzielony na dwie części wraz z czołowymi grupami bojowymi: mjr. Gutowskiego w składzie 2 ppanc, szwadron 10 p drag., dwie kompanie 9 bs i IV dywizjonu 1 pappanc.; ppłk. Stefanowicza w składzie 1 ppanc. i 9 bs (bez dwóch kompanii). Zgrupowanie mjr. Gutowskiego 30 kwietnia czołowymi pododdziałami opanowało Logabirum, a 1 maja obie kompanie ze wsparciem 1 i 2 szwadronów 2 pułku opanowały Hesel, a w godzinach popołudniowych las Staatsforst na wschód od miasta. Również w dniu 1 maja 1945 roku kompanie 9 bs wraz z czołgami 1 pułku ppłk. Stefanowicza opanowały Normoor, Filsum. W nocy 1/2 maja kompania strzelecka 9 batalionu wraz z 3 szwadronem 2 ppanc. zajęła Remels, luzując 2 kompanię 8 bs. 2 maja 9 bs(bez trzech kompanii) wsparty kilkoma czołgami opanował przeprawę przez Nord Georgsfehner Kanal pomiędzy Filsum, a Hollen. Następnie batalion (bez jednej kompanii) został skoncentrowany w Selverde, gdzie osłaniał budowę mostu przez saperów. Jedna z kompanii nadal wspierała 1 ppanc. w zgrupowaniu płk. dypl. Grudzińskiego. 4 maja całością sił 9 batalion w godzinach popołudniowych przygotował się do uderzenia z rejonu Astederfeld w kierunku Neuenburg. Jednak z uwagi na zapowiedź przerwania działań bojowych w dniu następnym, natarcie wstrzymano. Od godz. 8.00 dnia 5 maja 1945 roku nastąpiło wstrzymanie działań bojowych z uwagi na kapitulację wojsk niemieckich.

## Strzelcy flandryjscy po wojnie
5 maja 1945 roku 9 batalion strzelców zajął jako garnizon okupacyjny miasto Jever, wraz z dowództwem i KG 10 BKPanc. Działania okupacyjne na tym terenie batalion pełnił do 20 maja 1945 roku. Zadaniem jego było oczyszczanie terenu z niedobitków, rozbrajanie osób i terenu z broni i amunicji, wyłapywanie przebranych żołnierzy i funkcjonariuszy hitlerowskich, egzekwowanie zarządzeń i warunków kapitulacji w tym ustalonej godziny policyjnej. W trakcie walk we Francji, Belgii, Holandii i na terenie Niemiec z szeregów batalionu poległo 219 żołnierzy, 726 zostało rannych. Utracono jako zniszczonych 1 samochód opancerzony, 24 pojazdy gąsienicowe, 5 dział, 6 miotaczy ognia, 36 motocykli. Wzięto do niewoli 2560 jeńców. Otrzymano odznaczeń polskich: 27 Krzyży VM Vkl, 262 KW, 74 KZ z M, zagranicznych: 1 DSO, 1 MC, 2 MM, 2 Croix de Guerre i inne.

## Strzelcy flandryjscy
Dowódcy batalionu
- kpt. Konrad Stępień (p.o. 5-21 XI 1943)
- ppłk dr Zdzisław Szydłowski (21 XI 1943-15 I 1945)
- mjr Konrad Stępień (15 I-15 V 1945)
- mjr Edward Łabno (p.o. 15 V-7 VII 1945)
- mjr Stefan Kazimierczak (7 VII 1945 - 10 VI 1947)

Zastępcy dowódcy batalionu
- kpt. Eugeniusz Kozicki[30]
- kpt./mjr Konrad Leopold Stępień[31]
- mjr Edward Łabno (od 16 I 1945)[32]
- mjr Bolesław Kontrym

Dowódcy kompanii dowodzenia
- por. Edward Łukaszewicz

Dowódcy 1 kompanii strzeleckiej
- kpt. Włodzimierz Dulniak
- ppor. Zdzisław Dubicki

Dowódcy 2 kompanii strzeleckiej
- por. Józef Urbaniak
- ppor. Jan Suchocki
- por. Michał Bochniewicz
- por. Henryk Kuśmirek

Dowódcy 3 kompanii strzeleckiej
- kpt. Edward Judkowiak

Dowódcy 4 kompanii strzeleckiej
- por. Jan Drożak

Dowódcy kompanii wsparcia
- kpt. Edward Łabno

## Symbole batalionu
Sztandar 

Sztandar ufundowany został przez społeczeństwo szkockiego miasta Galashiels. Matką chrzestną była kierowniczka miejscowej szkoły i inicjatorka ufundowania sztandaru, p. Eleonora Sutherland. 22 czerwca 1946 r. sztandar odebrany został przez delegację batalionu. Ceremonia poświęcenia i wręczenia sztandaru odbyła się 9 lipca 1946 r. w Leer (Ostfriesland).
Strona lewa: 
Na tarczach: herby Szkocji, Normandii, Flandrii i Holandii. Na czerwonym tle miejsca najważniejszych bitew batalionu.
Obecnie sztandar eksponowany jest w Instytucie Polskim i Muzeum im. gen. Sikorskiego w Londynie.
Odznaka pamiątkowa

Odznaka wykonana w metalu, fragmenty złocone, srebrzone i oksydowane oraz emaliowane; Dominującym elementem odznaki jest stylizowany orzeł. W lewe skrzydło orła wkomponowany szyszak ze skrzydłem husarski. Na dole inicjały jednostki 9 B SF przedzielone tarczą z herbem Belgii. Tarcza oksydowana na stare srebro. Korona orła i napis złocone. Tło tarczy herbowej - seledynowo - złociste, lew - czarny. 
Odznaka specjalna

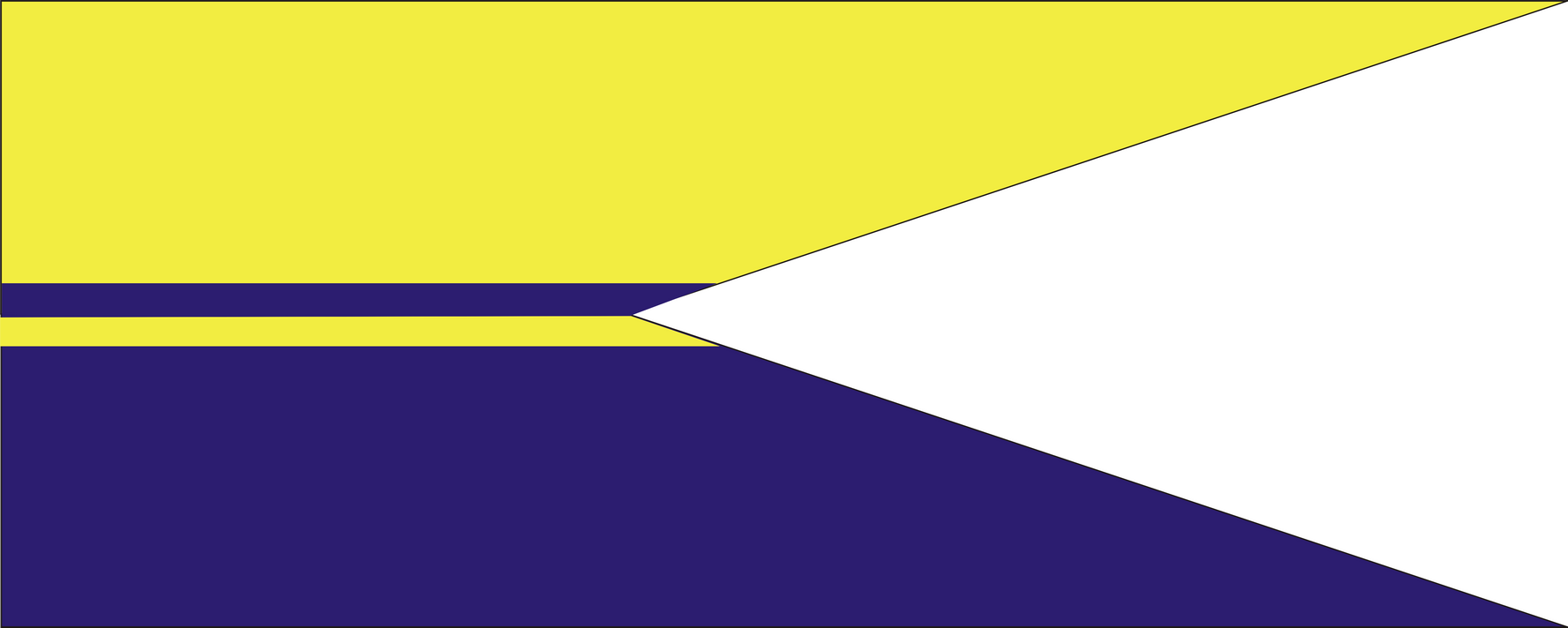
Proporczyk 9 BSF

Książę Karol Koburg, hrabia Flandrii, 1 lipca 1945 nadał batalionowi, wraz z tytułem „Strzelców Flandryjskich” – sznury naramienne, tzw. Fourragere w kolorach belgijskiego Krzyża Wojennego (czerwony przetykany zieloną nitką). Żołnierze nosili je na prawym naramienniku munduru. 10 sierpnia 1945 r. w Neu Arenberg proporzec batalionu udekorowany został Croix de Guerre 1940 avec Palme i odznaką Fourragers.
Proporczyk żółto-granatowy z paskiem granatowo-żółtym pośrodku.

## Tradycje
22 kwietnia 1992 na podstawie decyzji Nr 12/MON ministra obrony narodowej 89 Pułk Zmechanizowany przyjął dziedzictwo tradycji 9 Batalionu Strzelców Flandryjskich i 8 Batalionu Strzelców.
Z dniem 30 maja 2008 2 batalion czołgów 34 Brygady Kawalerii Pancernej im. hetmana wielkiego koronnego Jana Zamoyskiego przejął dziedzictwo tradycji 9 Batalionu Strzelców Flandryjskich i nazwę wyróżniającą „Flandryjski”.